# Inwentarz zespołu archiwalnego
Inwentarz zespołu (zbioru) archiwalnego jest to pomoc archiwalna mająca na celu zabezpieczenie całości, a jednocześnie udostępnianie materiałów archiwalnych jednego zespołu (zbioru) archiwalnego. Inwentarz winien składać się z następujących części: 1) wstępu, omawiającego dzieje i organizację aktotwórcy, dzieje akt, ich ewentualne brakowanie, mikrofilmowanie, skanowanie, sposób uporządkowania, oraz 2) ciągu opisów poszczególnych jednostek archiwalnych, zazwyczaj zgodnie z fizycznym ich układem w zespole (zbiorze). 
Inwentarze dzielimy: 
1. Ze względu na formę zewnętrzną na:
  - inwentarze książkowe, w Polsce sporządzane od lat 50. XX w. na jednolitych formularzach, oprawionych w formie książki; obecnie mogą mieć formę oprawionego wydruku komputerowego;
  - inwentarze kartkowe, w Polsce sporządzane od lat 50. XX w. na specjalnych kartach inwentarzowych formatu A5; stanowiły one często podstawę do sporządzania - przez przepisanie - inwentarzy książkowych.
2. Ze względu na zawartość na:
  - inwentarze realne - obejmujące materiały archiwalne zespołu (zbioru) przechowywane w zasobie jednego archiwum;
  - inwentarze idealne - obejmujące materiały archiwalne zespołu (zbioru) zachowane - bez względu na miejsce ich przechowywania (mogą być przechowywane np. w innym archiwum lub bibliotece) oraz materiały niezachowane do momentu sporządzenia inwentarza, o których jednak przetrwały informacje pośrednie.
3. Ze względu na przydatność bieżącą na:
  - inwentarze aktualne - opisujące aktualny stan zespołu (zbioru);
  - inwentarze historyczne (martwe) - inwentarze zdezaktualizowane ze względu np. na zmianę sygnatur, zniszczenie części zespołu (zbioru), przekazanie do innego archiwum, duże dopływy, itp.